# Wasilij Buzunow
Wasilij Gawriłowicz Buzunow, ros. Василий Гаврилович Бузунов (ur. 4 lutego 1928 we wsi Iszym, w Kraju Sybirskim, Rosyjska FSRR, zm. 18 lutego 2004 we wsi Romanowka, w obwodzie leningradzkim, Rosja) – rosyjski piłkarz i hokeista, grający na pozycji napastnika.

## Kariera piłkarska

### Kariera klubowa
W 1946 rozpoczął karierę piłkarską i hokejową w Spartaku Krasnojarsk, skąd w następnym roku przeszedł do Dinama Krasnojarsk. Kiedy przyszedł czas służyć w wojsku został skierowany do wojskowego klubu DO Irkuck. Po dwóch latach służbowo przeniesiony najpierw do DO Swierdłowsk, a w 1952 do Moskwy, gdzie potem bronił barw wojskowych CDSA Moskwa i MWO Moskwa. Po rozformowaniu MWO w 1953 przeniósł się do Dinama Moskwa. W 1954 po reaktywacji CDSA powrócił do drużyny wojskowych. Kolejne dwa lata był oddelegowany do ODO Swierdłowsk, a po udanym sezonie 1956 (dwa pokery, król strzelców) przywrócony do składu centralnego wojskowego klubu. W latach 1959–1960 służył w NRD grając w reprezentacyjnej drużynie okręgu. W 1962 zakończył swoją karierę piłkarską w zespole Wołga Kalinin.

## Sukcesy i odznaczenia

### Sukcesy klubowe
- brązowy medalista Mistrzostw ZSRR: 1958
- mistrz Pierwszej ligi ZSRR: 1955, 1961

### Sukcesy indywidualne
- król strzelców Mistrzostw ZSRR: 1956 (17 goli), 1957 (16 goli)

### Odznaczenia
- tytuł Mistrza Sportu ZSRR